# ملارد
ملارد (بالفارسية: ملارد) هي مدينة تقع في إيران في طهران. يقدر عدد سكانها بـ 228,673 نسمة .

## المناخ
يظهر الجدول التالي التغييرات المناخية على مدار السنة لملارد:
| البيانات المناخية لـملارد                 | البيانات المناخية لـملارد | البيانات المناخية لـملارد | البيانات المناخية لـملارد | البيانات المناخية لـملارد | البيانات المناخية لـملارد | البيانات المناخية لـملارد | البيانات المناخية لـملارد | البيانات المناخية لـملارد | البيانات المناخية لـملارد | البيانات المناخية لـملارد | البيانات المناخية لـملارد | البيانات المناخية لـملارد | البيانات المناخية لـملارد |
| الشهر                                     | يناير                     | فبراير                    | مارس                      | أبريل                     | مايو                      | يونيو                     | يوليو                     | أغسطس                     | سبتمبر                    | أكتوبر                    | نوفمبر                    | ديسمبر                    | المعدل السنوي             |
| ----------------------------------------- | ------------------------- | ------------------------- | ------------------------- | ------------------------- | ------------------------- | ------------------------- | ------------------------- | ------------------------- | ------------------------- | ------------------------- | ------------------------- | ------------------------- | ------------------------- |
| متوسط درجة الحرارة الكبرى °م (°ف)         | 6.2 (43.2)                | 8.9 (48.0)                | 13.8 (56.8)               | 20.3 (68.5)               | 28 (82)                   | 32.4 (90.3)               | 34.7 (94.5)               | 35.1 (95.2)               | 30.2 (86.4)               | 24.6 (76.3)               | 16 (61)                   | 10 (50)                   | 21.7 (71.0)               |
| المتوسط اليومي °م (°ف)                    | 1.2 (34.2)                | 3.6 (38.5)                | 8 (46)                    | 13.8 (56.8)               | 20.7 (69.3)               | 24.6 (76.3)               | 27 (81)                   | 27.6 (81.7)               | 22.6 (72.7)               | 17.8 (64.0)               | 10.2 (50.4)               | 4.9 (40.8)                | 15.2 (59.3)               |
| متوسط درجة الحرارة الصغرى °م (°ف)         | −3.8 (25.2)               | −1.7 (28.9)               | 2.3 (36.1)                | 7.3 (45.1)                | 13.4 (56.1)               | 16.9 (62.4)               | 19.4 (66.9)               | 20.2 (68.4)               | 15.1 (59.2)               | 11.1 (52.0)               | 4.4 (39.9)                | −0.2 (31.6)               | 8.7 (47.7)                |
| الهطول مم (إنش)                           | 43 (1.7)                  | 35 (1.4)                  | 39 (1.5)                  | 33 (1.3)                  | 17 (0.7)                  | 5 (0.2)                   | 2 (0.1)                   | 2 (0.1)                   | 4 (0.2)                   | 15 (0.6)                  | 26 (1.0)                  | 32 (1.3)                  | 253 (10.1)                |
| المصدر: Climate-Data.org, altitude: 1191m |                           |                           |                           |                           |                           |                           |                           |                           |                           |                           |                           |                           |                           |